# Yamakawa Kenjirō
Pour les articles homonymes, voir Yamakawa.
Yamakawa Kenjirō est un nom japonais traditionnel ; le nom de famille (ou le nom d'école), Yamakawa, précède donc le prénom (ou le nom d'artiste).
Le baron Yamakawa Kenjirō (山川 健次郎), né le 9 septembre 1854 à Aizuwakamatsu au Japon et décédé à l'âge de 76 ans le 26 juin 1931, est un samouraï japonais qui devient physicien, président d'université et auteur de plusieurs histoires sur la guerre de Boshin après la restauration de Meiji de 1868. Bien que son nom soit généralement écrit « Yamakawa », il l'écrivait lui-même « Yamagawa » en anglais.

## Biographie
Troisième fils d'un samouraï nommé Yamakawa Naoe, Yamakawa est né au domaine d'Aizu (actuelle préfecture de Fukushima). Il est membre du Byakkotai, une unité militaire du domaine principalement composée de jeunes garçons âgés de 15 à 17 ans, qui défend Aizu durant la guerre de Boshin.
Après la restauration de Meiji, à travers la méditation du moine zen Kawai Zenjun, Yamakawa est mis aux soins d'Okudaira Kensuke, un vassal du domaine de Chōshū. Le nouveau gouvernement de Meiji l'envoie étudier la physique aux États-Unis à l'université Yale où il est le premier Japonais à venir s'instruire. À son retour au Japon, il est affecté à l'université impériale de Tokyo et devient le premier professeur de physique japonais en 1879. (Des étrangers avaient déjà enseigné cette matière avant cette date, tels que le Britannique William Edward Ayrton).
Durant les ères Meiji et Taishō, il aide à fonder l'université de Technologie de Kyūshū en 1907 et devient président de l'université impériale de Tokyo (1901-1905 et 1913-1920), de l'université impériale de Kyūshū (1911-1913), et de l'université impériale de Kyoto (1914-1915). Il est plus tard élevé au titre de baron (danshaku) selon le système de pairie kazoku. Il devient ensuite membre du Conseil privé (nommé en février 1873) puis de la chambre des pairs.
Lui et son frère Yamakawa Hiroshi sont reconnus par les historiens de la fin de l'époque d'Edo comme les auteurs de deux textes monumentaux - celui de Yamakawa est Aizu Boshin Senshi qui liste les actions de son domaine natal durant la guerre de Boshin. Il est aussi l'auteur d'autres textes historiques, comme Hoshū Aizu Byakkotai Jūkyūshi-den, écrit avec Munekawa Toraji, également originaire d'Aizu.

## Source de la traduction
- (en) Cet article est partiellement ou en totalité issu de l’article de Wikipédia en anglais intitulé « Yamakawa Kenjirō » (voir la liste des auteurs).